# سالفيلدن
سالفيلدن آم شتاينرن مير هي مدينة في منطقة زيل أم سي في ولاية سالزبورغ النمسا. ويبلغ عدد سكانها حوالي 16٬000 نسمة، مما يجعلها أكبر مدينة في المنطقة وثالث أكبر مدينة في الولاية بعد سالزبورغ وهالّاين.

## الجغرافيا
على الرغم من أن منطقة سالفيلدن كانت دائمًا الأكثر اكتظاظًا بالسكان في منطقة بينزغاو التاريخية، فإن مقر إدارة المنطقة يقع في المدينة المجاورة زيل أم سي.

### حوض سالفيلدن
تقع سالفيلدن آم شتاينرن مير على ارتفاع 744 مترًا فوق مستوى سطح البحر وتبلغ مساحتها 118 كم². يشكل الجزء الأكبر من البلدية حوض سالفيلدن (بالألمانية: Saalfeldner Becken) الواقع بين سلاسل جبال الألب الكلسية الشمالية:
- هضبة شتاينرنس مير شمالًا، التي تشكل الحدود مع ألمانيا
- جبال ليوغانغ وبيبيرغ غربًا
- كتلة هوخكونيغ وسلسلة جبال سليت سالزبورغ شرقًا

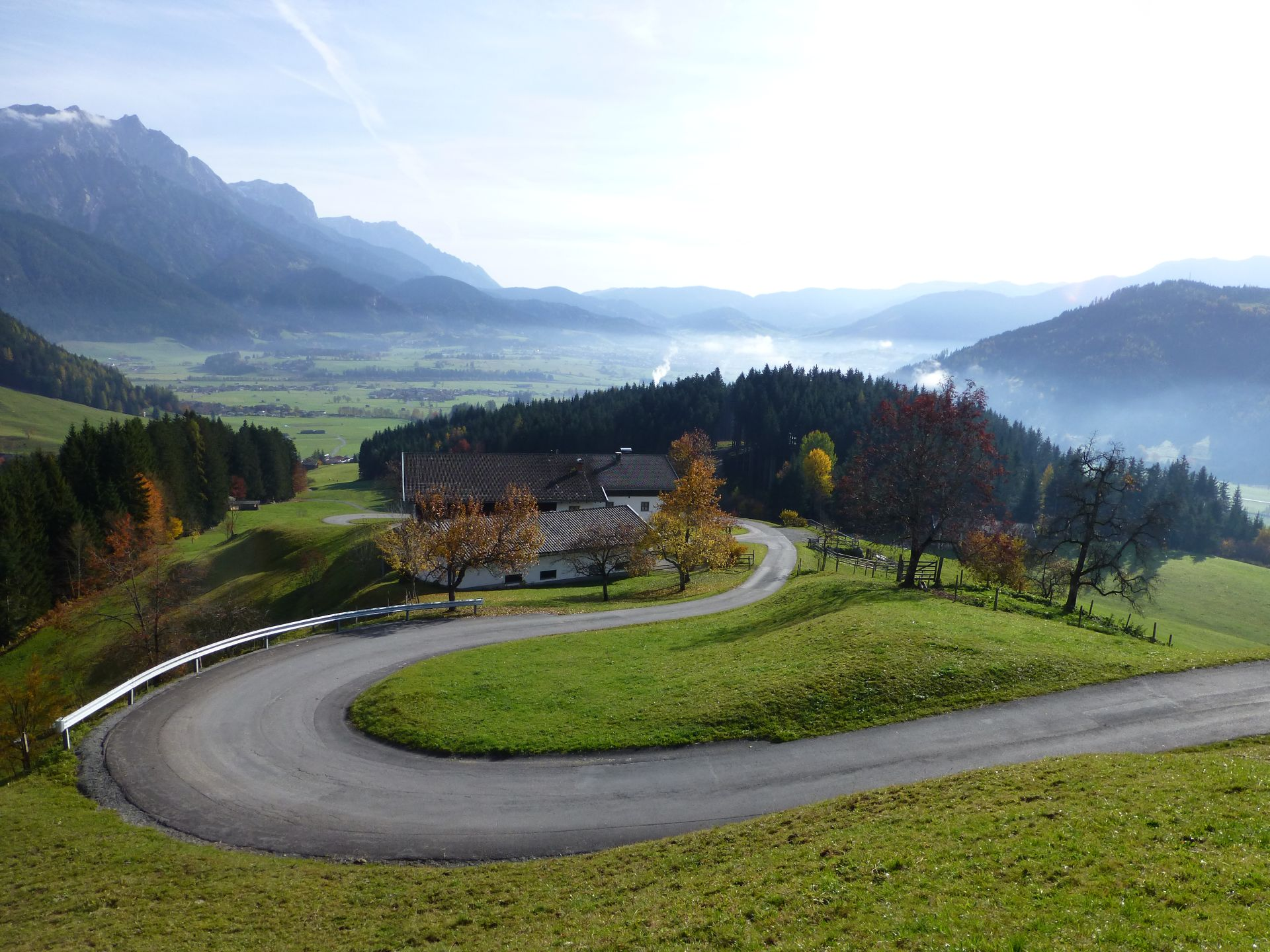
منظر لحوض سالفيلدن

في الجنوب، ينفتح الحوض على حوض زيل (Zeller Becken) مع بحيرة زيل ونهر سالزاخ؛ ومن هنا جاء مصطلح حوض زيل-سالفيلدن (Zeller–Saalfeldener Becken) لوصف الوادي بأكمله، مما يتيح رؤية جبال الألب العليا، خاصة قمة كيتستينهورن وقمة فيزباخهورن. يفصل بين الحوضين فاصل أرضي يكاد لا يُرى، وهو أحد أكبر الأحواض الداخلية في جبال الألب.
النهر الرئيسي في الحوض هو سالاتش، الذي ينبع في وادي Glemmtal العلوي، ويدخل الحوض جنوب سالفيلدن ويتدفق منه من الجنوب إلى الشمال. أما رافدها الأيمن، جدول أورسلاو (Urslau)، فيمر عبر بلدة سالفيلدن من الشرق إلى الغرب، ويصب فيها من الغرب رافدها الأيسر، Leoganger Ache. بالإضافة إلى عدة جداول فروع صغيرة. في وسط الحوض يرتفع تل Kühbühel ("تل البقرة")، ويبلغ ارتفاعه حوالي 100 متر.
البحيرة الوحيدة في الحوض الواسع هي بحيرة ريتزينزيه (Ritzensee) الاصطناعية، التي حُفرت لأغراض الترفيه. وقد شُقّت برك اصطناعية أخرى أساسًا لممارسة صيد السمك وجذب السياح.

### التقسيمات الفرعية
تتألف بلدية سالفيلدن من الوحدات المساحية التالية: بيرغام، فارماخ، غيرلينغ، هايد، هولفيغن، لينزينغ، ليشتنبرغ، وسالفيلدن نفسها.

## التاريخ

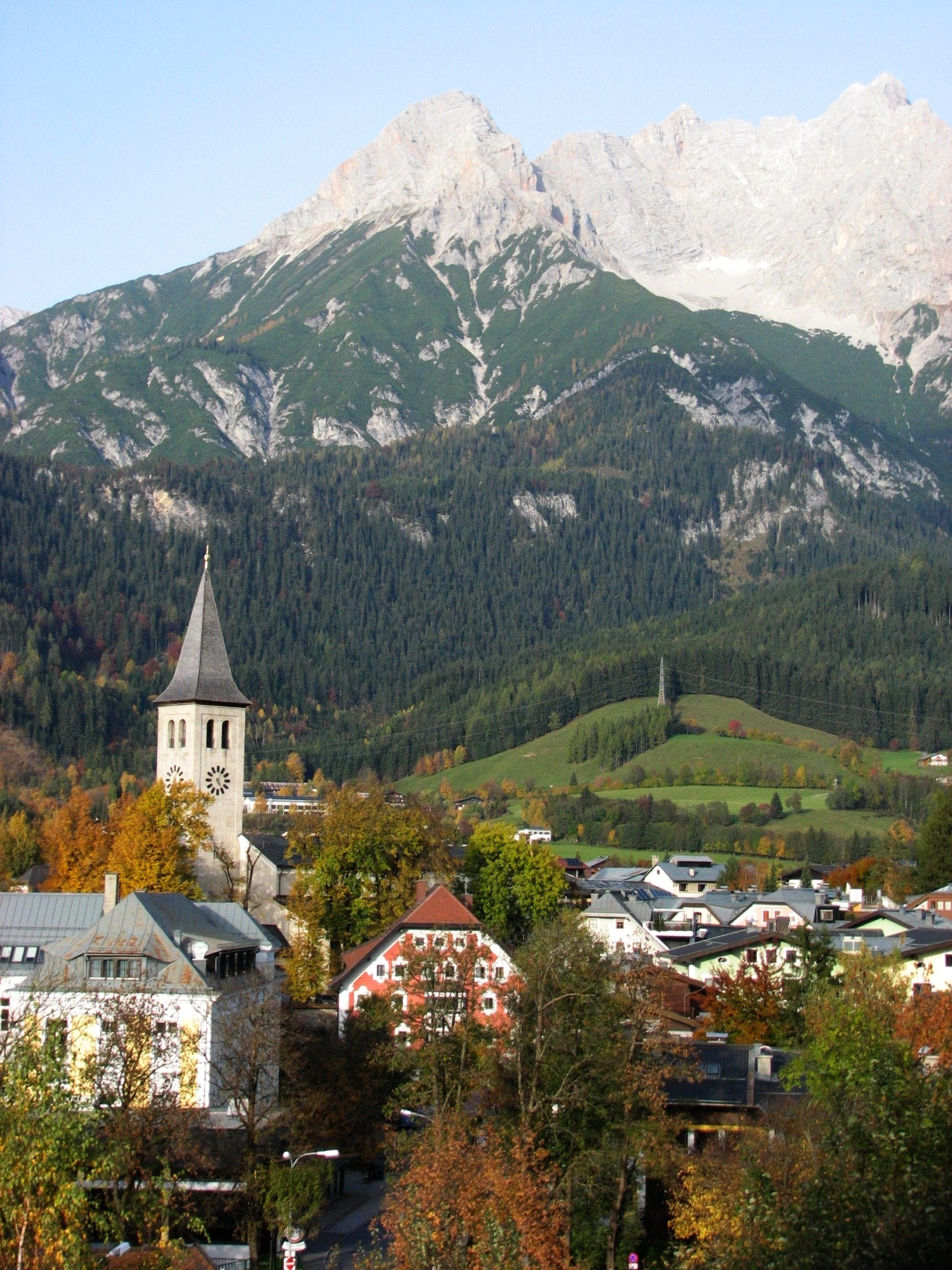
مركز المدينة مع كنيسة الرعية في أكتوبر 2008

تعود أقدم الاكتشافات الأثرية في حوض سالفيلدن إلى العصر النيوليثي. ويوثّق الاستيطان المستمر منذ أواخر العصر الحديدي، عندما استقرت قبائل القلط في المنطقة. ومنذ القرن السابع الميلادي، استقر البافاريون في المنطقة قادمين من الشمال. وبعد حوالي مئة عام، ذُكرت ممتلكات Salvet على نهر سالاخ لأول مرة في سجلات أساقفة سالزبورغ. ومع انضمامها إلى الإمبراطورية الكارولنجية، ضُمت الأراضي إلى مقاطعة بينسغاو الفرنجة في فرانكيا.
استحوذ عليها رئيس أساقفة هارثويغ من سالزبورغ حوالي عام 1000؛ وبحلول أوائل القرن الثالث عشر، أصبحت منطقة بينسغاو بأكملها من أملاك رؤساء الأساقفة. ذُكرت سالفيلدن لأول مرة كمدينة سوقية في منتصف القرن الرابع عشر، وظلت جزءًا من إمارة رئيس أساقفة سالزبورغ حتى علمانية الإمارة عام 1803.
مع أراضي سالزبورغ، انتقلت سالفيلدن أخيرًا إلى الإمبراطورية النمساوية عام 1816. وحصلت على صفة المدينة في عام 2000.

## الرياضة والترفيه

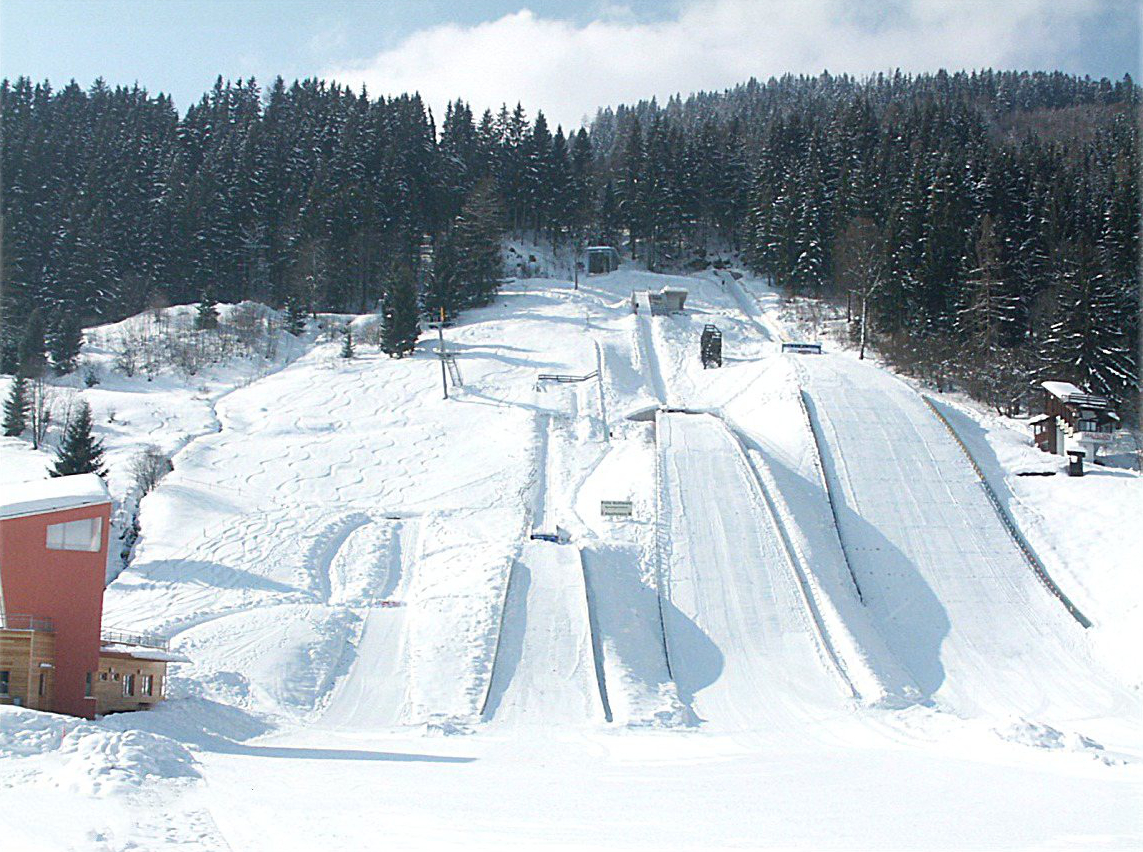
استاد فيليكس جوتوالد للقفز على الثلج

تعتبر بحيرة ريتزينزيه وغابة كولينغفالد المجاورة مناطق ترفيهية لسكان سالفيلدن. تُستخدم البحيرة في الصيف للسباحة، وفي الشتاء للتزلج على الجليد.
يُستغل المزاريب والمسارات شتاءً كطرق للتزلج الريفي. وفي قرية أتنهوفن توجد عدة منصات للقفز على الثلج، بما في ذلك تلك التابعة لاستاد فيليكس جوتوالد ومركز للـالكومباين النوردي. اشتهرت سالفيلدن برياضات التزلج الريفي والبياثلون عبر نجومها: فيليكس جوتوالد، سيمون إيدر، جوليان إيبرهارد وتوبياس إيبرهارد.
منذ عام 2006 يُقام سنويًا في أغسطس سباق الترايثلون الدولي Tri Motion Austria في سالفيلدن.

## شخصيات بارزة
- روسل شفايغير (1918–1970)، مغنية أوبرا سوبرانو ملونة

### الرياضة
- فولفغانغ فاييرزينغر (مواليد 1965)، لاعب كرة قدم، خاض 430 مباراة و46 مع المنتخب النمساوي
- غيرهارد فيلنر (مواليد 1970)، لاعب ومدرب كرة قدم؛ خاض أكثر من 340 مباراة
- فرانتس زورن (مواليد 1970)، متسابق سباق السرعة على الجليد؛ بطل بطولة أوروبا الفردية لسباقات السرعة على الجليد عام 2008
- رينهارد شوارزنبرجر (مواليد 1977)، قافز تزلج، حصل على الميدالية البرونزية للفرق في دورة الألعاب الأولمبية الشتوية 1998
- توماس هورل (مواليد 1981)، قافز تزلج، حامل الرقم القياسي لأطول قفزة تزلج في مارس 2000
- ستيفان شفاف (مواليد 1990)، لاعب كرة قدم، خاض أكثر من 410 مباريات
- لاورا فاييرزينغر (مواليد 1993)، لاعبة كرة قدم، خاضت أكثر من 100 مباراة مع المنتخب النمساوي لكرة القدم للسيدات

## وصلات خارجية
- (بالألمانية) Saalfelden official site